# Herero
Herero är en folkgrupp som hör till bantufolken, och består idag av ungefär 240 000 individer. Större delen lever i Namibia, och övriga i Botswana och Angola. De flesta arbetar på stora plantager eller försörjer sig som köpmän eller hantverkare i städerna. Det finns också en växande andel med högre utbildning.
Ovaherero består av flera grupper, som Ovahimba, Ovatjimba (främst en social klass, inte en stam), Ovambanderu och vaKwandu. I Angola finns vaKuvale, vaZemba, Hakawona, Tjavikwa, Tjimba och Himba, som regelbundet korsar gränsen mellan Namibia och Angola med sina hjordar. Under kolonialeran försökte européerna klassa dessa som skilda etniska grupper, men folken anser sig alla vara Ovaherero. De talar språket herero samt delvis portugisiska i Angola, engelska i Botswana och Namibia, afrikaans i Namibia.

## Historia

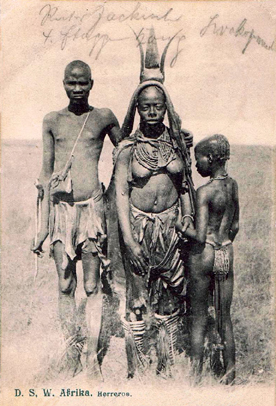
Herero i traditionell klädsel i slutet av 1800-talet

Under 1600- och 1700-talen flyttade herero in från öster till vad som idag är Namibia, och etablerade sig där som herdar. I början av 1800-talet kom även namafolket, som redan hade tillgång till skjutvapen, från Sydafrika, och följdes i sin tur av vita handelsmän och tyska missionärer. Till att börja med trängde nama undan herero, vilket ledde till bittra strider mellan grupperna under större delen av 1800-talet, senare vidtog dock en period av kulturellt utbyte.
I slutet av 1800-talet kom de första européerna för att bosätta sig permanent. Tyska bosättare skaffade land till plantager från herero, främst i Damaraland. 1883 slöt köpmannen Adolf Lüderitz ett kontrakt med lokalbefolkningens äldste, som sedan blev grunden för det tyska kolonialstyret. Territoriet blev en tysk koloni, Tyska Sydvästafrika.
Snart därefter började konflikter mellan tyska kolonisatörer och hereroherdar. Kontroverser uppstod över tillgång till land och vatten, men också över de vita immigranternas lagstiftning som diskriminerade lokalbefolkningen.

### Folkmord
Huvudartikel: Folkmordet på herero- och namafolken.
1904 ledde dessa konflikter till att herero och nama gjorde uppror, Hererokrigen. Inför upproret hade planeringen skett brevledes mellan stamledarna, och en del av dessa dokument finns kvar. Upprorsmakarna var välbeväpnade, och hade i början framgångar till dess tyskarna skickade en expeditionsstyrka om 15 000 man under befäl av Lothar von Trotha. Kriget och det av von Trotha beordrade folkmordet resulterade i att 25 000 – 100 000 (möjligen 65 000) herero, cirka 10 000 Nama och 1 749 tyskar miste livet. Tre fjärdedelar av Herero beräknas ha dött. Eftersom upprorsmakarna hade beordrats att inte skada präster, anklagades dessa för att vara medlöpare och togs ibland i förvar.   
Vid 100-årsminnet av massakern var Tysklands minister för ekonomisk utveckling och samarbete, Heidemarie Wieczorek-Zeul, själv på plats för att hedra de omkomna och be om ursäkt å alla tyskars vägnar. Herero anser dock att en ursäkt inte är tillräckligt, utan söker även ekonomisk kompensation. 

## Kultur och språk
Hererospråket, Otjiherero, är den enande länken mellan hererofolken. Det är ett sydligt/centralt bantuspråk, från den större familjen Niger-Kongospråk. Bland Otjiherero finns många dialekter, som till exempel Oluthimba eller Otjizemba (den vanligaste dialekten i Angola), Otjihimba och Otjikuvale. Skillnaderna rör främst uttal, och dialekterna går att förstå sinsemellan. Standardherero används i namibisk media och lärs ut i skolorna i landet.
Hererofolket är traditionellt pastoralister och herdar, och rankar sin status efter storleken på boskapshjorden. Boskapsstölder förekommer mellan grupper. Hererolandet, Ehi Rovaherero, hör till hela samhället och har inga fasta gränser. Hövdingarna har liten makt.
Herero räknar släktskap på såväl fädernet (oruzo, plural otuzo) som mödernet (eanda, plural omaanda), alltså likt de flesta västerländska samhällen.. På 1920-talet noterade Kurt Falk i Archiv für Menschenkunde att Ovahimba lät homosexuella män få status som "medicinman" eller "trollkarl".
Även om de delar ett gemensamt språk är herero inte ett homogent folk. Den huvudsaklige hererogruppen i centrala Namibia (ibland kallad "faktiska herero") influerades starkt av västerländsk kultur under kolonialtiden och skapade sig en ny identitet. Dessa "faktiska herero", och deras södra motsvarighet Mbanderu, bär till exempel kläder av västerländsk typ. Traditionella läderkläder bärs av de nordvästliga grupperna, som Himba, Kuvale, och Tjimba, som också är mer konservativa i andra aspekter. Herero från Kaokoland och de i Angola är fortfarande isolerade och lever som pastoralister med begränsad trädgårdsodling.